# Psalm 42

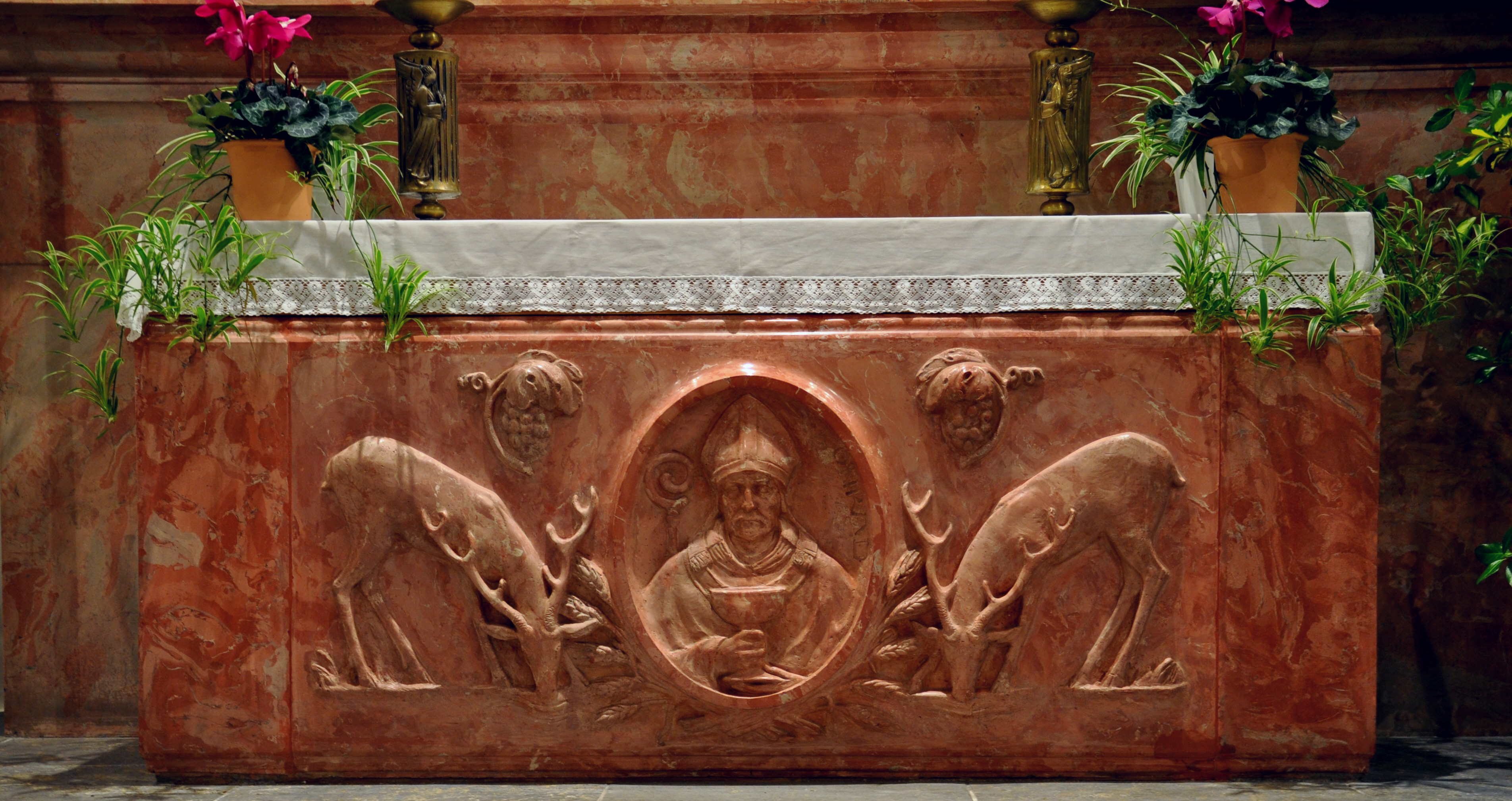
Hoogaltaar in de Kerk van de H. Lucia in Ostrach, verbeeldt de dorstige herten

Psalm 42 is een psalm in Psalmen uit de Hebreeuwse Bijbel. Volgens het opschrift van de psalm is deze geschreven door de Korachieten, Israëlitische zangers in de Joodse tempel, afstammelingen van Korach, uit de stam Levi. Psalm 42 is sterk verbonden met Psalm 43, net zoals dit bijvoorbeeld het geval is bij Psalm 9 en 10.
De eerste regel van deze psalm - in de psalmberijming van 1773: "'t Hijgend hert, der jacht ontkomen" - geniet brede bekendheid. De eerste strofe van deze psalm bezingt hoe de psalmist (zoals een hert, dat smacht naar de waterbron) smacht naar God. In een andere vertaling wordt dit verwoord als: "Zoals het hert dorst naar de waterbron, zo dorst mijn ziel, O God, naar U." In de Statenvertaling luidt de eerste regel "Gelijk een hert schreeuwt naar de waterstromen, alzo schreeuwt mijn ziel tot U, o God!"
De psalm is door verschillende componisten op muziek gezet:
- Sicut cervus desiderat (in de Requiemmis van Johannes Ockeghem)
- Sicut cervus (van Giovanni Pierluigi da Palestrina)
- Quemadmodum desiderat cervus (van Dietrich Buxtehude)
- As Pants the Hart (van Georg Friedrich Händel)
- Wie der Hirsch schreit (van Felix Mendelssohn Bartholdy)
- Like as the Hart (van Herbert Howells)

De melodie uit het Geneefs Psalter komt ook terug in het onderdeel Freu' dich sehr uit de  Lukas-Passion die wordt toegeschreven aan Johann Sebastian Bach.

## Populaire cultuur
De beeldspraak van het 'hijgend hert' is door de (Nederlandstalige) populaire cultuur omarmd. Zo zijn er cafés met deze naam in Breda en Vijlen. In een tweetal boeken is de beeldspraak in de titel verwerkt, Het hijgend hert den jacht ontkomen. Een wiskundige studie over eenvoudige ecosystemen bestaande uit roof- en prooidieren door de wiskundige Henk Moed (1976) en de roman Het hijgend hert van Gerard Reve. 
Ook het onderscheidingsteken voor mariniers die met succes een 'koudweertraining' hebben doorlopen, wordt een 'Hijgend hert' genoemd.
1 · 2 · 3 · 4 · 5 · 6 · 7 · 8 · 9 · 10 · 11 · 12 · 13 · 14 · 15 · 16 · 17 · 18 · 19 · 20 · 21 · 22 · 23 · 24 · 25 · 26 · 27 · 28 · 29 · 30 · 31 · 32 · 33 · 34 · 35 · 36 · 37 · 38 · 39 · 40 · 41 · 42 · 43 · 44 · 45 · 46 · 47 · 48 · 49 · 50 · 51 · 52 · 53 · 54 · 55 · 56 · 57 · 58 · 59 · 60 · 61 · 62 · 63 · 64 · 65 · 66 · 67 · 68 · 69 · 70 · 71 · 72 · 73 · 74 · 75 · 76 · 77 · 78 · 79 · 80 · 81 · 82 · 83 · 84 · 85 · 86 · 87 · 88 · 89 · 90 · 91 · 92 · 93 · 94 · 95 · 96 · 97 · 98 · 99 · 100 · 101 · 102 · 103 · 104 · 105 · 106 · 107 · 108 · 109 · 110 · 111 · 112 · 113 · 114 · 115 · 116 · 117 · 118 · 119 · 120 · 121 · 122 · 123 · 124 · 125 · 126 · 127 · 128 · 129 · 130 · 131 · 132 · 133 · 134 · 135 · 136 · 137 · 138 · 139 · 140 · 141 · 142 · 143 · 144 · 145 · 146 · 147 · 148 · 149 · 150 · 151